# Leif Frimann Anisdahl

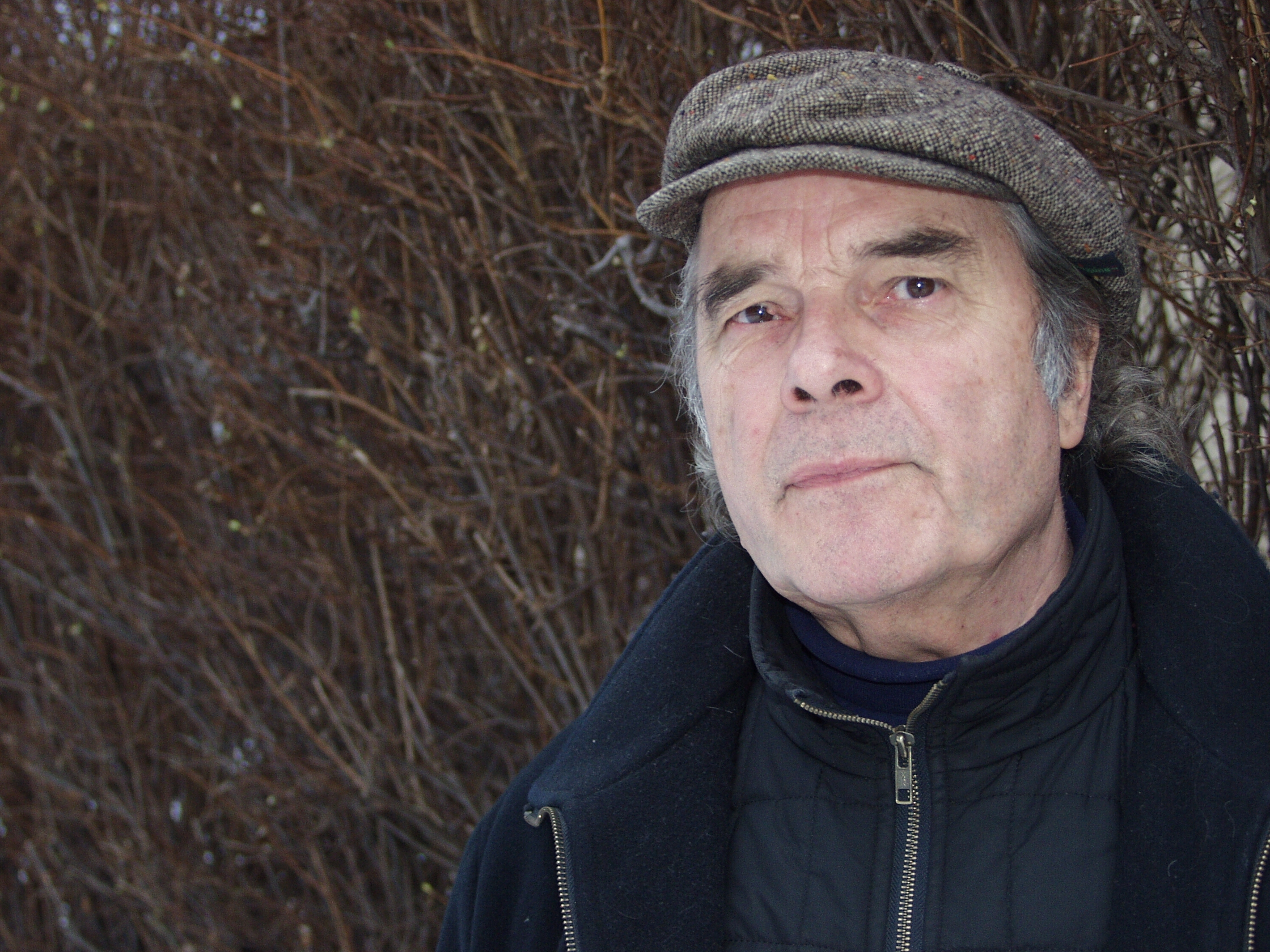
Leif Frimann Anisdahl, 2002

Leif Frimann Anisdahl (* 11. September 1937 in Drammen, Fylke Buskerud) ist ein norwegischer Grafik-Designer und Briefmarkenkünstler.
Er war der Designer der letzten Europa-Gemeinschaftsmarken (CEPT) im Jahre 1973. Er wird als einer der Begründer des modernen Grafikdesigns in Norwegen gesehen.